# Gewone viltvlieg
De gewone viltvlieg (Thereva nobilitata) is een vliegensoort uit de familie van de viltvliegen (Therevidae). De wetenschappelijke naam van de soort is voor het eerst geldig gepubliceerd in 1775 door Fabricius. De vlieg heeft een spits, langgerekt en toelopende achterlijf. De vlieg maakt een viltachtige indruk door zijn korte blonde of gouden beharing. De vlieg komt bijna overal voor en is in de Benelux niet zeldzaam.  

## Foto's

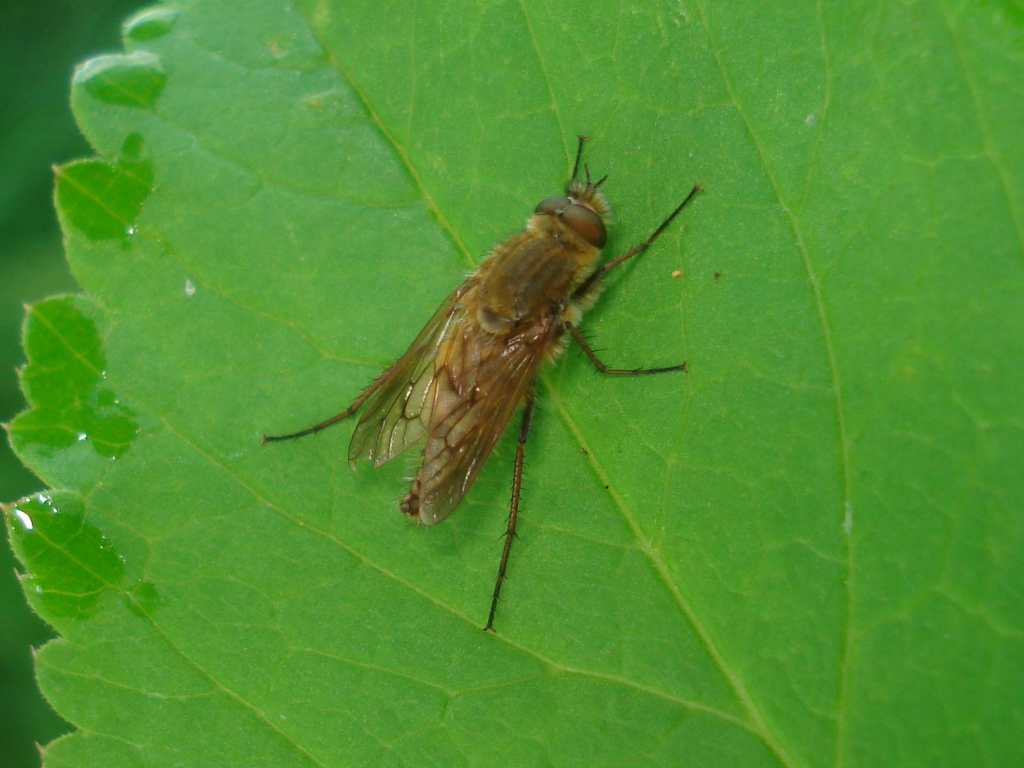
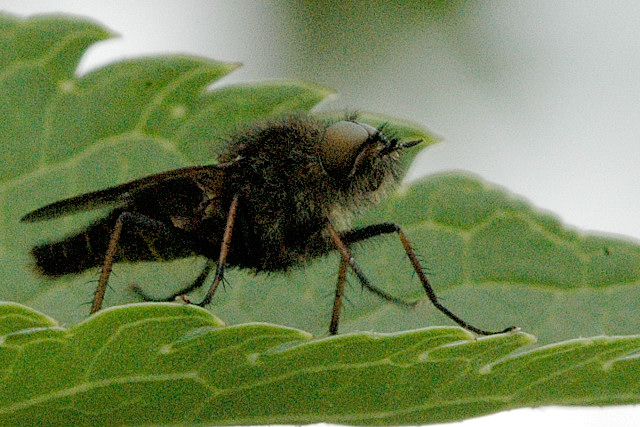
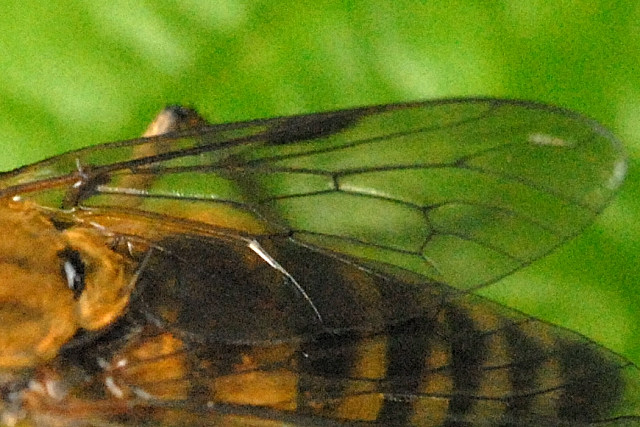
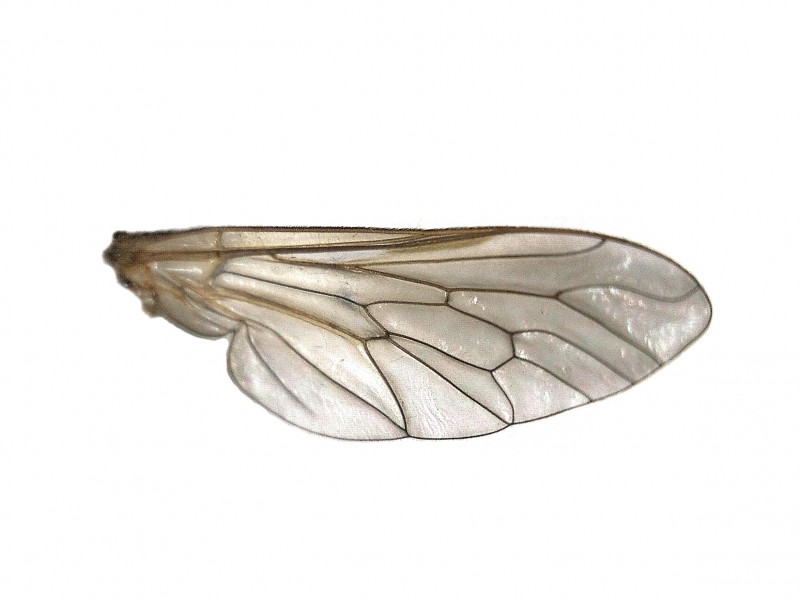
vleugel